# Otto Kleinschmidt

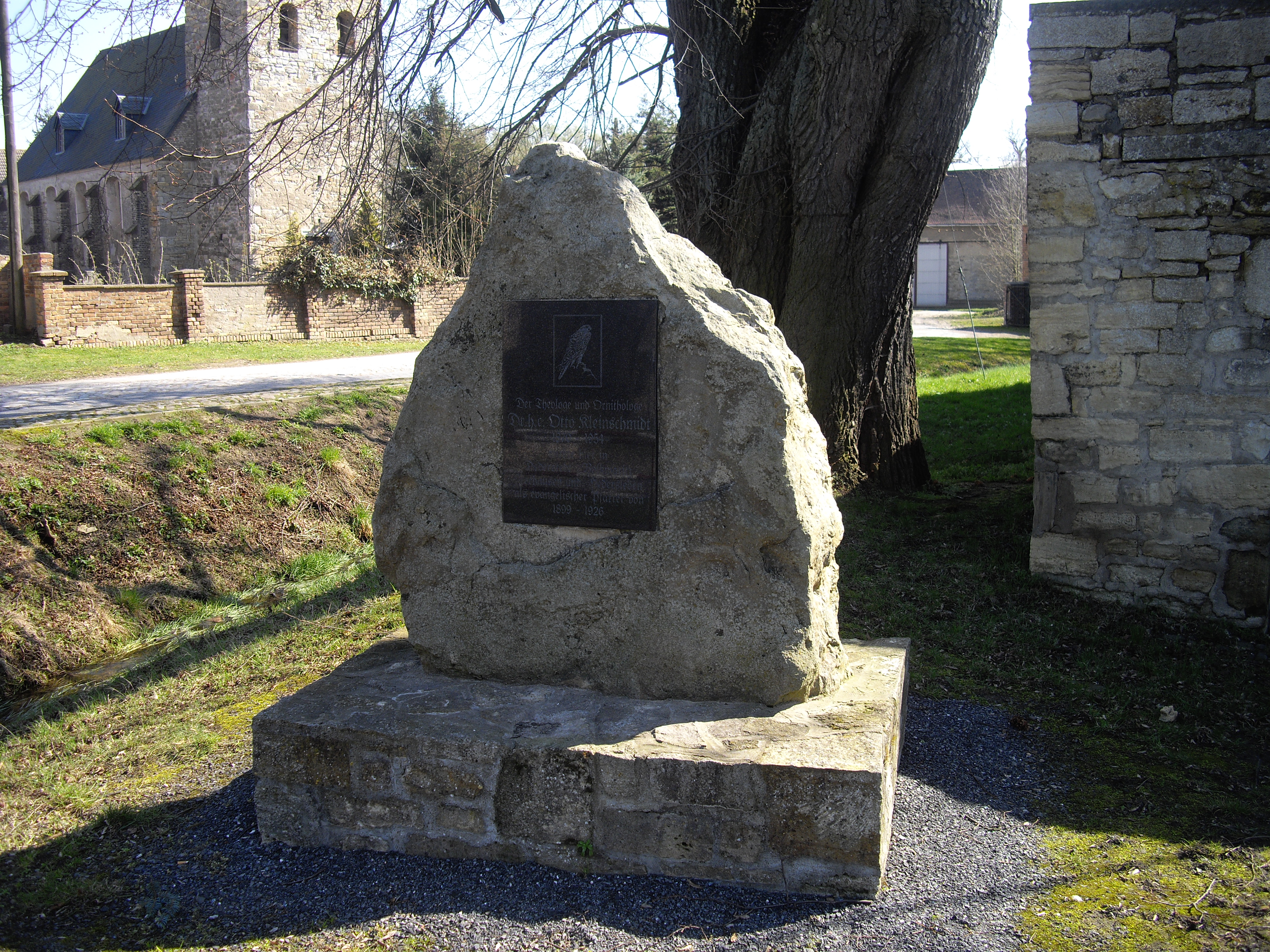
Gedenkstein für Otto Kleinschmidt in Dederstedt

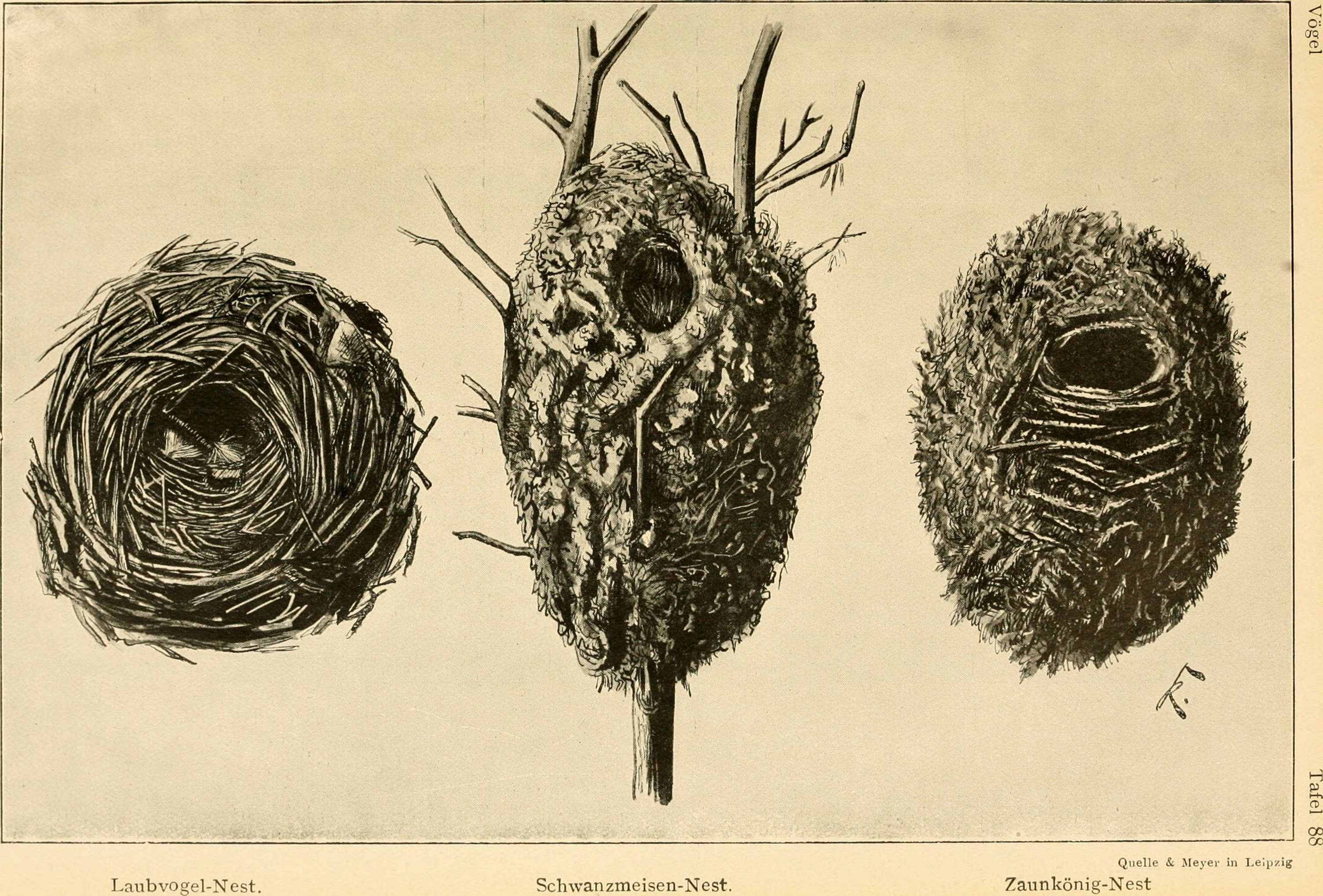
Illustration aus Die Singvögel der Heimat (1921)

Otto Kleinschmidt (vollständig Konrad Ernst Adolf Otto Kleinschmidt; * 13. Dezember 1870 in Kornsand bei Geinsheim am Rhein; † 25. März 1954 in Wittenberg) war ein deutscher evangelischer Geistlicher und Biologe.

## Leben
Geboren als Sohn des Fabrikinspektors Adolf Karl Julius August Kleinschmidt († 4. November 1918) und dessen Frau Anna Elise Caroline Dreydorff († 2. September 1907), besuchte er die Realschule in Oppenheim, absolvierte das Gymnasium in Mainz und immatrikulierte sich 1891 an der Universität Marburg, um sich einem Studium der Theologie zu widmen. Doch von Anfang an standen ornithologische Studien gleichrangig neben den theologischen. Während des Studiums erschienen bereits mehrere ornithologische Aufsätze, darunter 1893 eine Arbeit über Varietäten des Eichelhähers, die kurz nach einer Studienreise nach Bosnien und in die Herzegowina gedruckt wurde. Diese Reise machte er mit dem Ornithologen Ernst Hartert, mit dem ihn eine lebenslange Freundschaft verband. Kleinschmidt wechselte an die Universität Berlin und zurück nach Marburg, wo er 1895 sein erstes theologisches Examen bestand. Er wurde Assistent des Altmeisters der Ornithologie Graf Hans Hermann Carl Ludwig von Berlepsch auf Schloss Berlepsch bei Kassel. Dort lernte er auch seine spätere Ehefrau kennen. Er wechselte 1898 als Vikar nach Schönstadt bei Marburg und wurde nach dem Zweiten Theologischen Examen am 2. November 1899 zum Evangelischen Pfarrer ordiniert. Seine erste Pfarrstelle war Volkmaritz bei Eisleben. 1905 war er Preisträger im Preisausschreiben um Reklameentwürfe für Gemeinschaftswerbung von Ludwig Stollwerck und Otto Henkell. 1910 wechselte er als Pfarrer in das benachbarte Dederstedt und wurde 1927 Provinzialpfarrer in der Lutherstadt Wittenberg, wo er Gründer des kirchlichen Forschungsheim für Weltanschauungskunde (später bekannt als Kirchliches Forschungsheim) wurde, das er 26 Jahre lang leitete.

## Grunderkenntnis
Kleinschmidt erforschte geographische Varietäten im Tierreich. Er erkannte, dass Tierformen, welche sich in ihrer geographischen Verbreitung vertreten, Rassen ein und derselben Art sind, selbst wenn sie morphologisch-anatomisch stark variieren. Umgekehrt gehören Tierformen, welche einander unter Umständen äußerlich sehr ähneln und in demselben Gebiet vorkommen, sich jedoch sexuell nicht mischen, verschiedenen Arten an. Um diesen neuen Artbegriff zu dokumentieren, sprach er nicht mehr von „Arten“, sondern von „Formenkreisen“. Der Biologe Ernst Mayr, der 1931 den Begriff „Superspezies“ geschaffen hat, setzte damit Kleinschmidts Impuls fort. Auch in taxonomischer Hinsicht ist Mayrs „Superspezies“ genau das, was Kleinschmidt mit „Formenkreis“ meinte. Die Veröffentlichungen, in denen Kleinschmidt seine Formenkreislehre am deutlichsten dargestellt hat, sind „Arten oder Formenkreise“ (1900) und „Falco Peregrinus“ (1912 ff). Mayr würdigte Kleinschmidts Formenkreislehre 1963, sie sei „perhaps the greatest conceptual revolution, that has taken place in biology“ gewesen.
Kleinschmidt ist jedoch nicht auf dem Gebiet der Taxonomie stehen geblieben, sondern ist zu Aussagen über die Möglichkeit von Abstammung gekommen und konnte in einigen Detailfragen Hypothesen über transspezifische Evolution entkräften und Belege für (nur) intraspezifische Vorgänge erbringen (also Rasse-Neubildung statt Art-Neubildung), etwa beim Pithecanthropus erectus, den er 1928 als Homo sapiens erectus als Frühform des anatomisch modernen Menschen der Gattung Homo zuordnete und den man heute als Homo erectus bezeichnet. Umgekehrt rekonstruierte er Schädelfragmente des Ehringsdorfer Urmenschen, so dass sie einen Neandertaler zeigen, nicht aber eine Übergangsform vom Neandertaler zum Jetztmenschen.

## Sammler, Zeichner, Präparator für das Forschungsheim

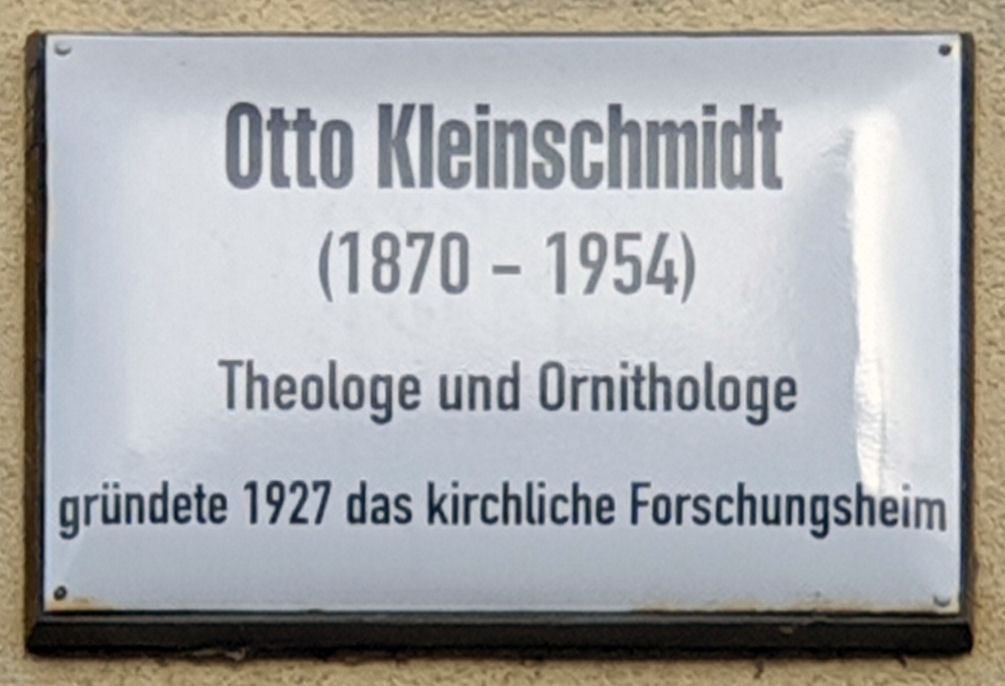
Gedenktafel am Haus, Mittelstraße 33, in Wittenberg

Kleinschmidt baute im Wittenberger Schloss, wo das Forschungsheim untergebracht war, eine Ausstellung auf, die viele eigene Präparate enthielt. Seine Tierpräparate werden für ihre Lebendigkeit und ihren Charme gerühmt. Seine Tierzeichnungen gelten als echte Kunstwerke. Als Sammler hatte Kleinschmidt schon 1935 einen Katalog seiner ornithologischen Sammlung herausgegeben, die an die 10.000 Exemplare aufwies. Damals 65-jährig wollte er eigentlich nicht weitersammeln, doch bis zu seinem Tode kamen etwa 2.000 weitere Bälge und Präparate hinzu. Die erste Sammlung wurde 1935 vom Reichsminister für Wissenschaft, Erziehung und Volksbildung sowie dem Regierungspräsidenten in Köln für das Museum Koenig in Bonn angekauft, was die Bedeutung und Anerkennung unterstreicht. Ein weiterer Teil wurde in den 1970er- und 1990er-Jahren an das Museum für Tierkunde Dresden verkauft, sein Pfeilstorch wird heute in der Vogelsammlung der Senckenberg Naturhistorischen Sammlungen in Dresden verwahrt. Schon in seiner Zeit beim Grafen Berlepsch hatte er die vom Verfall bedrohte Sammlung des „Vogelpastors“ Christian Ludwig Brehm wiederentdeckt und sie durch Verkauf an das Walter Rothschild Zoological Museum in Tring bei London gerettet.
Selbst Fachmann in beiden Disziplinen, stand seit 1927 der Dialog zwischen Biologie und Theologie im Zentrum seiner Arbeit. Er musste nicht, wie die Mehrheit seiner theologischen Kollegen, die naturwissenschaftlichen Erkenntnisse unkritisch übernehmen, um die Theologie dem naturwissenschaftlichen Weltbild passiv anzupassen, sondern er konnte antitheologische Frontstellungen, die mit naturwissenschaftlichen Argumenten angereichert waren, naturwissenschaftlich hinterfragen und alternative Entwürfe vorlegen. Dies geschah auch, insbesondere bei Fragen der Art-Neubildung und der Paläanthropologie.
Zur Diskussion zwischen der Theologie und den Naturwissenschaften tragen vor allem Kleinschmidts Bücher „Naturwissenschaft und Glaubenserkenntnis“ (1930), „Der Urmensch“ (1931) und der Aufsatz „Neues zu dem alten Thema 'Entwicklungsgedanke und Schöpfungsglaube'“ (1936) bei. Zu Verständigungen mit Darwinisten kam es jedoch nicht. In Grundfragen der Abstammungslehre blieb es bei Apologetik und Anklage, oft auf beiden Seiten.

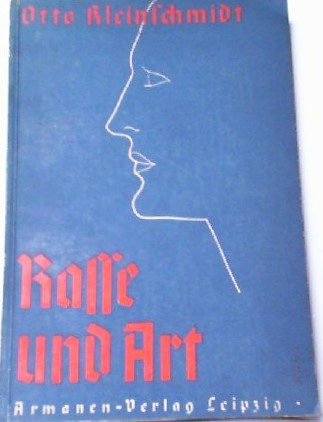

## Zeit des Nationalsozialismus
Zunächst hatten die Nationalsozialisten sein Buch „Kurzgefasste deutsche Rassenkunde“ (1933) als Schulbuch in Bayern nutzen wollen und Kleinschmidt hielt dies auch für möglich. Aber seine Auffassungen von Rasse und Art waren für die Zwecke der Nationalsozialisten nicht verwendbar. Noch 1933 wurde das Buch beschlagnahmt und verboten. Diese oberflächliche Darstellung übersieht, dass das Buch im September 1933 lediglich beschlagnahmt worden war, weil Kleinschmidt durch die Propagierung einer „deutschen Rasse“ in eine parteiinterne wissenschaftliche Auseinandersetzung geraten war, ohne selbst Parteimitglied zu sein. Sein nur unwesentlich verändertes Buch konnte unter dem neuen Titel „Rasse und Art“ zwei Monate später erscheinen. Er thematisierte darin unter anderem die "körperliche Überfremdung durch das Judentum", hielt jedoch den geistigen Einfluss und das "Mißverhältnis der Geltungsansprüche" der Juden für noch bedenklicher. Sein Fazit: "Das erwachende Volks- und Rassenbewusstsein des Deutschen nötigt uns, Klarheit über die Rassenfragen zu suchen." (Seite 20) Eine grundsätzliche Gegnerschaft zum NS-System lässt sich hieraus nicht ableiten. Kleinschmidt schwieg seitdem keineswegs zum Thema „Menschenrassen“. In der Schrift "Rassengesundung" (Müllers's Verlagsbuchhandlung, 1934) schrieb er gleich auf der ersten Seite "Es gilt die 'germanischen Elemente' zu erhalten. Die Natur will Verschmelzung von höherer Rasse mit niedere Rasse nicht" und er stellte ein langes Zitat des
"Führers des deutschen Volkes" aus "Mein Kampf" voran.

## Nach 1945
In der Folge ließ die sowjetische Militäradministration den ursprünglichen Namen „Forschungsheim für Weltanschauungskunde“ wieder zu, der in der Zeit des Nationalsozialismus eliminiert worden war. Unmittelbar nach der Gründung der DDR und der Machtübernahme durch die deutschen Kommunisten musste das Forschungsheim wieder den eingrenzenden Zusatz „Kirchliches Forschungsheim“ hinzufügen. Kleinschmidt eröffnete noch davor die Sonderausstellung „Der faschistische Wahn vor dem Forum der befreiten Wissenschaft“, in der er besonders mit der faschistischen „Eugenik“ abrechnete, aber auch seine eigene „Formenkreislehre“ darstellte.
1949 erschien sein Aufsatz „Die Haselhühner der Sowjetunion unter den Gesichtspunkten der Weltformenkreisforschung“. Damit setzte er Forschungen aus der Vorkriegszeit fort. Als der Brehm-Verlag in Konkurs ging, erwarb der Wittenberger Ziemsen Verlag aus der Konkursmasse die Verlagsrechte für die „Brehm-Bücherei“ und begründete „Die Neue Brehm-Bücherei“. Kleinschmidt war bis zu seinem Tode deren Herausgeber und schrieb selbst zwei Bände für die Brehm-Bücherei.
Otto Kleinschmidt hat sich nach Kriegsende in die Lokalpolitik eingemischt. Zum Ärger der CDU der DDR, deren Mitglied er geworden war, kandidierte er 1946 als Parteiloser für die SED. Er trat dann aus der CDU aus und wurde parteiloser Stadtrat für die SED. Wenig später erklärte er jedoch seinen Rücktritt von diesem Amt. Seine Arbeit im Forschungsheim führte er bis 1953 fort und verstarb als 83-Jähriger. Seine Arbeit im Forschungsheim setzte sein Sohn, der Pfarrer Hans Kleinschmidt, fort. Dieser besorgte auch die 3. Auflage des Raubvogelbuches, in der er einen Brückenschlag zwischen der Kleinschmidtschen und der herkömmlichen Tiersystematik versuchte. Das naturwissenschaftliche Erbe wurde ansonsten vom Ornithologen Siegfried Eck (Dresden) sorgfältig aufgegriffen und weitsichtig kommentiert.

## Ehrungen
Als die Kirche Kleinschmidt zum Forschungsheim-Leiter berief, war dieser bereits mehrfach von der naturwissenschaftlichen Fachwelt geehrt worden, obwohl er doch kräftige Gegner, gerade auch unter den Darwinisten, hatte. 1923 promovierte die Medizinische Fakultät in Halle a. d. Saale ihn ehrenhalber für seine meisterhaften anatomisch-morphologischen Studien, 1924 ernannte ihn die Deutsche Ornithologische Gesellschaft zu ihrem Ehrenmitglied und 1926 wurde Kleinschmidt Mitglied der Akademie der Naturforscher Leopoldina in Halle.

## Schriften
- Die paläarktischen Sumpfmeisen. In: Ornith. Jahrb., 1897, 45-103
- Arten oder Formenkreise? In: Journ. Orn. 1900, 134-139
- Ornis von Marburg, 1903
- Falco Peregrinus. In: Berajah. Zoographia infinita. Ab 1912
- Die Singvögel der Heimat. Leipzig 1913, 9. Aufl. Heidelberg 1951
- Homo Sapiens (L.) Eine naturgeschichtliche Monographie des Menschen. In: Berajah. Zoographia infinita. Ab 1922
- Die Formenkreislehre und das Weltwerden des Lebens. Halle a. d. Saale, 1926
- Führer durch die Schausammlungen des Forschungsheims für Weltanschauungskunde in Wittenberg. Wittenberg 1929
- Die Aufgabe des Forschungsheims für Weltanschauungskunde. In: Leopoldina. Berichte der Kaiserlich Leopoldinischen Deutschen Akademie der Naturforscher zu Halle, Bd. 5. Leipzig 1929, 9-14
- Naturwissenschaft und Glaubenserkenntnis. Berlin 1930
- Der Urmensch. Leipzig 1931
- Kurzgefaßte deutsche Rassenkunde. Wittenberg 1933
- Blut und Rasse. Die Stellung des evangelischen Christen zu den Forderungen der Eugenik. Berlin 1933
- Die Raubvögel der Heimat. Leipzig 1934, 3. Aufl. Wittenberg 1958
- Katalog meiner ornithologischen Sammlung. Halle a. d. Saale 1935
- Neues zu dem alten Thema „Entwicklungsgedanke und Schöpfungsglaube“. In: Zeitschr. Theol. u. Kirche 1936, H. 3, 241-254
- Die Haselhühner der Sowjetunion unter den Gesichtspunkten der Weltformenkreisforschung. In: Beitr. taxon. Zool., 1949, 101-121
- Die Kolibris, Die Neue Brehm-Bücherei Bd. 1, Wittenberg 1949, 4. Aufl. Hohenwarsleben 2007
- Aus A. E. Brehms Tagebüchern, Die Neue Brehm-Bücherei Bd. 28, 3. Aufl. Hohenwarsleben 2002
- Der Zauber von Brehms Tierleben, Die Neue Brehm-Bücherei Bd. 20, 3. Aufl. Hohenwarsleben 2002
- Über das Variieren des Garrulus glandarius und der ihm nahestehenden Arten. In: Orn. Jahrb., 1983, 167-219

## Familie
Am 9. November 1899 heiratete Kleinschmidt die Erzieherin Clara Krebel (* 20. September 1875 in Barby; † 19. Mai 1957 in Wittenberg), Tochter des geheimen Baurates Moritz Krebel († 11. Januar 1926) und der Philippine Christiane Auguste Martha (geb. Kleckow; † 1936). Aus dieser Ehe stammen eine Tochter und zwei Söhne:
- Elisabeth-Charlotte Kleinschmidt, verehel. Weyl (* 12. September 1900 in Wittenberg; † 21. Februar 1988)
- Adolf Kleinschmidt (* 14. April 1904 in Wittenberg; † 9. Mai 1999), Zoologe
- Hans Kleinschmidt (* 1. Oktober 1908 in Wittenberg; † 28. März 1986 in Wittenberg), Pfarrer und Leiter des Forschungsheims Wittenberg von 1953 bis 1975